# Family Circle Cup 2005
Il Family Circle Cup 2005 è stato un torneo di tennis giocato sulla terra verde.
È stata la 33ª edizione del Family Circle Cup ad entrare a far parte della categoria Tier I nell'ambito del WTA Tour 2005.
Si è giocato al Family Circle Tennis Center di Charleston negli Stati Uniti dall'11 al 17 aprile 2005.

## Campionesse

### Singolare
Justine Henin-Hardenne ha battuto in finale  Elena Dement'eva con il punteggio di 7–5, 6–4

### Doppio
Conchita Martínez /  Virginia Ruano Pascual hanno battuto in finale  Iveta Benešová /  Květa Peschke con il punteggio di 6–1, 6–4